# Список храмов Каргопольского района Архангельской области
1. Часовни
2. Храмы
3. Храмовые комплексы
4. Монастыри
5. Премичание
6. Ссылки

## Часовни
| #  | Наименование                                 | Изображение | Дата строительства                               | Современный адрес                                                                                          | Координаты             | Комментарий | Статус       |
| -- | -------------------------------------------- | ----------- | ------------------------------------------------ | --- | ---------------------- | --- | ------------ |
| 1  | Часовня Владимирской иконы Божией Матери     |             | 2005                                             | Архангельская область, Каргопольский район, деревня Агафоновская                                           | 61.707463, 38.744783   | | действующия  |
| 2  | Ильинская часовня                            |             | 1701-1800                                        | Архангельская область, Каргопольский район, д. Большой Халуй                                               | 61.884181, 38.728904   | | действующия  |
| 3  | Часовня Петра и Павла                        |             | 1800-1830                                        | Архангельская область, Каргопольский район, Приозерное м/о, д. Быковская (Кишкинская)                      |                        | | действующия  |
| 4  | Часовня Зосимы и Савватия                    |             | 1800-1900                                        | Архангельская область, Каргопольский район, Приозерное м/о, ур. Варварское                                 | 62.045701, 38.965602   | | действующия  |
| 5  | Часовня Покрова Пресвятой Богородицы         |             | 1869                                             | Архангельская область, Каргопольский район, д. Гарь                                                        | 61.920789, 38.799007   | | действующия  |
| 6  | Михайловская часовня                         |             | 1800-1850                                        | Архангельская обл., Каргопольский р-н, ур.Грихневская                                                      | 61.695407, 38.806247   | | не действует |
| 7  | Макарьевская часовня в Забивкине             |             | 1810,2013-2022                                   | Архангельская область, Каргопольский район, близ деревни Ескинская                                         | 61.874457, 39.101015   | | действующия  |
| 8  | Часовня Макария Унженского и Желтоводского   |             | 1998                                             | Архангельская область, Каргопольский район, окраина дер. Ескинская                                         | 61.874576, 39.100705   | | действующия  |
| 9  | Неизвестная часовня                          |             | 2001-2005                                        | Архангельская обл., Каргопольский р-н, д.Зажигино                                                          | 61.525685, 38.92764    | Часовня находится на территории будущего городского кладбища и пока является единственным его объектом. | действующия  |
| 10 | Часовня на Волоке                            |             | 1800-1900                                        | Архангельская обл., Каргопольский р-н, Калитинская с/а, д.Великая                                          | : 61.397649, 38.954773 | В настоящее время состояние часовни критическое, войти внутрь невозможно из-за разрушающейся колокольни.В 2017-2018 гг. часовня была отреставрирована мастерами плотницкой артели "Архангело", добровольцами "Общего Дела" и мастерами-кровельщиками из Вологды. | не действует |
| 11 | Часовня Иоанна Богослова                     |             | между приблизительно 1800 и приблизительно 1850. | Архангельская область, Каргопольский район, м/о Кречетовское, д. Киняково                                  | 60.988312, 38.514097   | | не действует |
| 12 | Часовня Георгия Победоносца                  |             | 1780-1820                                        | Архангельская обл., Каргопольский р-н, с. Малая Шалга (Кириллово)                                          | 61.55415, 39.26167     | | не действует |
| 13 | Часовня Сретения Господня                    |             | Между 1850 и 1900.                               | Архангельская обл., Каргопольский р-н, ур.Коржа                                                            | 61.141882, 38.837964   | По информации жительницы села Кононово Нины Николаевны Уховой, в Корже часовня Сретения Господня. | не действует |
| 14 | Николо-Ильинская часовня                     |             | между приблизительно 1870 и приблизительно 1900. | Архангельская область, Каргопольский район, Павловское м/о, д. Кунево                                      | 61.48, 39.1058         | | действующия  |
| 15 | Часовня Илии Пророка                         |             | между приблизительно 1850 и приблизительно 1910. | Архангельская обл., Каргопольский р-н, д. Кучепалда                                                        | 61.63184, 38.623111    | | не действует |
| 16 | Часовня Илии Пророка                         |             | между приблизительно 1875 и приблизительно 1900. | Россия, Архангельская область, Каргопольский район, д. Мальшинское                                         | 61.073785, 38.767576   | | не действует |
| 17 | Часовня Богородицы-целительницы "на Погосте" |             | между приблизительно 1990 и приблизительно 1998. | Россия, Архангельская область, Каргопольский район, с. Морщихинская (Лекшмозеро)                           | 61.771793, 38.071165   | | действующия  |
| 18 | Часовня Ксении Петербургской                 |             | 2003.                                            | Россия, Архангельская область, Каргопольский район, с. Морщихинская (Лекшмозеро)                           |                        | | действующия  |
| 19 | Фроловская часовня                           |             | 1990 2000.                                       | Россия, Архангельская область, Крагопольский район, д. Морщихинская, ул. Центральная, на выезде из деревни | 61.768769, 38.042114   | | действующия  |
| 20 | Часовня Георгия Победоносца                  |             | 1800-1900                                        | Архангельская обл., Каргопольский р-н, д.Низ                                                               | 61.88014, 38.75785     | Ссылка на паспорт объекта культурного наследия на странице http://kulturnoe-nasledie.ru/monuments.php?id=2900000760. | действующия  |
| 21 | Часовня Владимирской иконы Божией Матери     |             | между приблизительно 1900 и приблизительно 1915. | Архангельская обл., Каргопольский р-н, д. Орлово                                                           | 61.697829, 38.066482   | | не действует |
| 22 | Часовня Кирилла Челмогорского                |             | 2011.                                            | Архангельская обл., Каргопольский р-н, с. Печниково (Ватамановская)                                        | 61.557135, 38.587025   | | действующия  |
| 23 | Часовня Николая Чудотворца                   |             | между приблизительно 1800 и приблизительно 1890. | Архангельская обл., Каргопольский р-н, с.Ошевенск, д.Погост                                                | 61.859331, 38.785666   | Ссылка на паспорт объекта культурного наследия на странице http://kulturnoe-nasledie.ru/monuments.php?id=2900000771 | не действует |
| 24 | Часовня Александра Ошевенского               |             | между приблизительно 2010 и приблизительно 2016. | Архангельская область, Каргопольский район, д.Поздышевская                                                 | 61.695228, 38.754931   | | действующия  |
| 25 | Макарьевская часовня                         |             | 1803.                                            | Архангельская область, Каргопольский район, д. Попово (куст деревень Ковжа вверх по реке от Ноколы)        | 61.146974, 38.985233   | Ссылка на паспорт объекта культурного наследия на странице http://kulturnoe-nasledie.ru/monuments.php?id=2900000774 | не действует |
| 26 | Воздвиженская часовня                        |             | 1700-1800                                        | Архангельская область, Каргопольский район, Приозерное м/о, д. Савинская                                   | 61.76501, 39.09418     | | не действует |
| 27 | Покровская часовня                           |             | 1850-1900                                        | Архангельская обл., Каргопольский р-н, д.Село                                                              | 61.153187, 38.812029   | | не действует |
| 28 | Ильинская часовня                            |             | 1800-1900                                        | Архангельская обл., Каргопольский р-н, Калитинская с/а, д. Слобода (Б.Кондратовская)                       | 61.358665, 38.912165   | | действующия  |
| 29 | Крестовоздвиженская часовня                  |             | 1800-1900                                        | Архангельская обл., Каргопольский р-н, Калитинская с/а, д. Сидоровская                                     | 61.360186, 38.920212   | Часовня восстановлена участниками проекта "Общее дело. Возрождение деревянных храмов Севера." www.obsheedelo.ruРядом с часовней жил удивительный человек — бабушка Зоя. Когда участники экспедиции с ней познакомились, ей было 92 года. Благодаря её молитвам и старанию, часовня сохранилась от разрушения. Знакомство с бабушкой Зоей помогло быстрее восстановить часовню. Бабушка Зоя дожила до этого события. Источник: сайт «Общее дело. Возрождение деревянных храмов Севера»Паспорт объекта культурного наследия: http://kulturnoe-nasledie.ru/monuments.php?id=2900000718 | действующия  |
| 30 | Неизвестная часовня                          |             | между приблизительно 1800 и приблизительно 1900. | | 61.944881, 38.993216   | | не действует |
| 31 | Часовня Трёх Святителей                      |             | 1892.                                            | Россия, Архангельская область, Каргопольский район, д. Фатьяново                                           | 61.08498, 38.76929     | | не действует |
| 32 | Спасская часовня                             |             |                                                  | Архангельская область, Каргопольский район, д. Фоминская                                                   | : 61.56298, 38.311487  | | действующия  |
| 33 | Часовня Тихвинской иконы Божией Матери       |             | 1790.                                            | Архангельская обл., Каргопольский район, д.Хвалинская                                                      | 61.705885, 38.059508   | | не действует |

## Храмы
| #  | Наименование                                                | Изображение | Дата строительства                                      | Современный адрес | Координаты                                                                | Комментарий | Статус       |
| -- | ----------------------------------------------------------- | ----------- | ------------------------------------------------------- | --- | ------------------------------------------------------------------------- | --- | ------------ |
| 1  | Покровская церковь Ольховского погоста                      |             | 1758                                                    | Архангельская обл., Каргопольский район, д. Андроновская (Ольховец)                                                                          | 61.640431, 39.116969                                                      | Архитектурный стиль: кубоватые храмы. | не действует |
| 2  | Церковь Покрова Пресвятой Богородицы                        |             | 1857                                                    | Архангельская обл., Каргопольский р-н, ур. Большая Шалга                                                                                     | 61.50498, 39.11724                                                        | Ссылка на паспорт объекта культурного наследия на странице http://kulturnoe-nasledie.ru/monuments.php?id=2910042001 | действующая  |
| 3  | Церковь Рождества Христова                                  |             | 1745                                                    | Архангельская обл., Каргопольский р-н, ур. Большая Шалга                                                                                     | 61.50498, 39.11612                                                        | Ссылка на паспорт объекта культурного наследия на странице http://kulturnoe-nasledie.ru/monuments.php?id=2910042002 | не действует |
| 4  | Георгиевская Боросвидская церковь                           |             | 1862-1863                                               | Архангельская обл., Каргопольский р-н, Село Бор, оно же Боросвидь, оно же Давыдово                                                           | 60.998038, 38.737155                                                      | | действующая  |
| 5  | Церковь Николая Чудотворца                                  |             | 1869                                                    | Архангельская область, Каргопольский район, Павловское м/о, д. Жуковская                                                                     | 61.4849, 38.694691                                                        | | не действует |
| 6  | Церковь Иоанна Златоуста на Саунинском погосте              |             | 1665                                                    | Россия, Архангельская область, Каргопольский район, д. Заляжье                                                                               | 61.552633, 38.929324                                                      | | не действует |
| 7  | Георгиевская церковь                                        |             | 1832                                                    | Архангельская обл., Каргопольский р-н, Калитинская с/а, с.Замошье (Наумовская)                                                               | 61.244947, 39.045986                                                      | |              |
| 8  | Одигитриевская церковь                                      |             | 1850-1900                                               | Архангельская область, Каргопольский район, с. Малая Шалга                                                                                   | 61.551736, 39.282459                                                      | | действующая  |
| 10 | Церковь Покрова Пресвятой Богородицы                        |             | 2000                                                    | Архангельская обл., Каргопольский район, муниципальное образование Ухотское, деревня Ильино, в документах - в д.Песок (центр Ухотского с/п). | 61.19739, 38.57818                                                        | | действующая  |
| 11 | Троицкая Ухотская церковь                                   |             | 1797                                                    | Архангельская обл., Каргопольский р-н, д. Ильино (Ухта)                                                                                      | 61.193259, 38.567944                                                      | Сайт проекта восстановления Троицкой Ухотской церкви: http://uhta.umi.ru/ | действующая  |
| 12 | Михайло-Архангельская церковь Ольгского погоста             |             | 1836                                                    | Архангельская обл., Каргопольский р-н, с/а Калитинская, с.Погост                                                                             | 61.393918, 38.953241                                                      | | не действует |
| 13 | Домовая церковь Александра Ошевенского при Духовном училище |             | 1894-1896                                               | Россия, Архангельская область, Каргопольский район, г.Каргополь, Октябрьский проспект, 41                                                    | 61.502271, 38.944613                                                      | | не действует |
| 14 | Благовещенская церковь                                      |             | 1692                                                    | Архангельская обл., г. Каргополь, Старая Торговая пл.                                                                                        | 61.500929, 38.942499                                                      | | действующая  |
| 15 | Введенская церковь на Соборной площади                      |             | 1808                                                    | Россия, Архангельская обл., Каргопольский р-н, г. Каргополь, Соборная пл.                                                                    | 61.50355, 38.948004                                                       | | не действует |
| 16 | Вознесенская церковь                                        |             | 1734-1751                                               | Россия, Архангельская обл., Каргопольский р-н, г. Каргополь, ул. Акулова, 39                                                                 | 61.507845, 38.944204                                                      | | не действует |
| 17 | Воскресенская церковь                                       |             | 1675-1700                                               | Архангельская область, г. Каргополь, ул. 3-го Интернационала, д. 8                                                                           | 61.505784, 38.954185                                                      | | не действует |
| 18 | Святодуховская церковь                                      |             | 1772-1796                                               | Россия, Архангельская обл., Каргопольский р-н, г. Каргополь, ул. Акулова, 37                                                                 |                                                                           | | не действует |
| 19 | Церковь Зосимы и Савватия "на горке"                        |             | 1819                                                    | Архангельская обл., г. Каргополь, ул. Красная горка, 8                                                                                       |                                                                           | | не действует |
| 20 | Никольская церковь                                          |             | 1741-1742                                               | Архангельская область, Каргополь, Благовещенская пл.                                                                                         |                                                                           | Будущие красноармейцы учились здесь стрелять и приспособили здание Никольского храма под тир - изрешетили все 5 куполов этой церкви. Позже главки рухнули. Уже в 1980-е годы реставраторы восстановили только центральный купол с главкой. | не действует |
| 21 | Церковь Рождества Иоанна Предтечи                           |             | 1751                                                    | Архангельская область, Каргополь, Соборная пл.                                                                                               |                                                                           | | действующая  |
| 22 | Церковь Рождества Пресвятой Богородицы                      |             | 1680                                                    | Архангельская область, Каргополь, Благовещенская пл.                                                                                         | 61.501742, 38.941654                                                      | | действующая  |
| 23 | Христорождественский собор                                  |             | 1552-1562                                               | Архангельская обл., г. Каргополь, Набережная, 28                                                                                             | 61.503021, 38.948364                                                      | | не действует |
| 24 | Троицкая церковь                                            |             | Между 1790 и 1802. 1879 - световой барабан и купол.     | Архангельская область, Каргопольский район, г. Каргополь                                                                                     | 61.509182, 38.954555                                                      | | не действует |
| 25 | Богородицерождественская Хотеновская церковь                |             | 1906                                                    | Архангельская обл., Каргопольский р-н, село Кононово (Хотеново)                                                                              | 61.123145, 38.768627                                                      | | не действует |
| 26 | Троицкая церковь (новая)                                    |             | 2006-2010                                               | Архангельская обл., Каргопольский р-н, Кононово (Хотеново)                                                                                   | 61.119346, 38.779184                                                      | Данный храм освящён во имя страстотерпца царя Николая II (по словам представителей общины, кроме того над входом в храм висит икона страстотерпца царя Николая II). В 2012 году во время службы случился пожар, который уничтожил шатёр, сейчас над храмом стоит временная кровля, община пытается собрать средства на новое завершение. | действующая  |
| 27 | Сретено-Михайловская церковь                                |             | 1655                                                    | Россия, Архангельская область, Каргопольский район, урочище Красная Ляга                                                                     | 61.59867, 38.661435                                                       | Вышла в свет брошюра, посвященная одному из самых популярных памятников деревянного зодчества Русского Севера - Сретено-Михайловской церкви в Красной Ляге. Автор текста - А. Б. Бодэ. В научно-популярном изложении представляется история строительства церкви и рассказывается о ее архитектурных особенностях. СКАЧАТЬ можно тут -> https://sobory.ru/forum3/viewtopic.php?t=26555 | действующая  |
| 28 | Церковь Казанской иконы Божией Матери                       |             | 1903.                                                   | Архангельская область, Каргопольский район, Ухотское м/о, д. Кононовская (Великий Двор)                                                      | 61.427222, 38.478202                                                      | | не действует |
| 29 | Церковь Александра Свирского                                |             | 1861                                                    | Архангельская область, Каргопольский район, д. Масельга, Хижгора                                                                             | 61.83057, 38.014003                                                       | Это летняя церковь, без настоятеля. По праздникам в ней служили священники из Лекшмозера, где была каменная церковь, для жителей как Масельги, так и Гужово - близлежащих деревень. Сама церковь Александра Свирского построена в 1861 году, отреставрирована за период 1987-2001 силами строительных отрядов под возглавлением строительно-реставрационного объединения "Строй". В настоящее время входит в территорию Кенозерского национального парка. Ниже, под горой, находилась деревянная зимняя церковь. Полностью разрушена довольно давно. На ее месте местный житель Василий Солодягин устроил часовню, которую сожгли в 1989 году. Он же присматривал за храмом Александра Свирского и проводил посильные консервационные работы до приезда реставраторов. Почил в 90-х годах. Окрестные деревни в настоящее время не существуют как населенные пункты - нет жителей. Но кое-где приезжают старики - в память о своем жилье, и мужики - на покос и заготовку сена.Совершенно потрясающие фотографии Александро-Невской церкви (видовые, от Масельги, с высоты птичьего полета со стоявшей некогда рядом триангуляционной вышки, фасады, интерьеры) - в паспорте объекта культурного наследия по ссылке со страницы http://kulturnoe-nasledie.ru/monuments.php?id=2900000757. | действующая  |
| 30 | Церковь Петра и Павла                                       |             | 1829.                                                   | Архангельская обл., Каргопольский р-н, с. Морщихинская (Лекшмозеро)                                                                          | 61.766382, 38.05092                                                       | Ссылка на паспорт объекта культурного наследия на странице http://kulturnoe-nasledie.ru/monuments.php?id=2900603000 | не действует |
| 31 | Церковь Михаила Архангела                                   |             | 1792                                                    | Архангельская обл., Каргопольский р-н, с.Морщихинская (Нокола)                                                                               | 61.219083, 38.877797                                                      | | не действует |
| 32 | Богородицкая Шильдская церковь                              |             | 1812                                                    | Россия, Архангельская область, Каргопольский район, Ухотское м/о, д. Мостовая                                                                | 61.012092, 38.428642                                                      | | не действует |
| 33 | Церковь Сретения Господня                                   |             | 1857                                                    | Архангельская область, Каргопольский район, Ухотское м/о, д. Мостовая                                                                        | 61.011821, 38.429071                                                      | Ссылка на паспорт объекта культурного наследия на странице http://kulturnoe-nasledie.ru/monuments.php?id=2900602002 | не действует |
| 34 | Церковь Георгия Победоносца                                 |             | Между 1897 и 1899.                                      | 164131, Архангельская область, Каргопольский район, п/о Воробьевское, село Река.                                                             | 61.756438, 38.728792                                                      | | действующая  |
| 35 | Благовещенская церковь                                      |             |                                                         | Архангельская область, Ухотское м/о, Лёкшма, д. Осташевская                                                                                  | 61.424485, 38.58686                                                       | | не действует |
| 36 | Церковь Илии Пророка                                        |             | Между 2004 и 2009.                                      | Архангельская область, Ухотское м/о, Лёкшма, д. Осташевская.                                                                                 | 61.423936, 38.586187                                                      | | действующая  |
| 37 | Никольская церковь в Волосове                               |             | 1670. Трапезная 1765 г., в 1907 г. удлинена и поднята.. | Архангельская область, Каргопольский район, село Волосово, д. Петуховская                                                                    | Архангельская область, Каргопольский район, село Волосово, д. Петуховская | | действующая  |
| 38 | Церковь Космы и Дамиана (строящаяся)                        |             | 2014.                                                   | Архангельская обл., Каргопольский р-н, с. Печниково (Ватамановская)                                                                          | 61.554014, 38.595496                                                      | | не действует |
| 39 | Церковь Богоявления Господня                                |             | 1787.                                                   | Архангельская обл., Каргопольский р-н, с.Ошевенск, д.Погост                                                                                  | 61.865418, 38.776682                                                      | | действующая  |
| 40 | Церковь Александра Ошевенского                              |             | 1800.                                                   | 164154, Архангельская обл., Каргопольский район, с.Погост                                                                                    | 60.944749, 38.523701                                                      | | не действует |
| 41 | Церковь Троицы Живоначальной                                |             | между приблизительно 1833 и приблизительно 1867.        | 164154, Архангельская обл., Каргопольский район, с.Погост                                                                                    | 60.945113, 38.523837                                                      | | действующая  |
| 42 | Церковь Николая Чудотворца                                  |             | 1895.                                                   | Архангельская область, Каргопольский район, Приозерное м/о, д. Преслениха                                                                    | 62.0196, 38.9663                                                          | | действующая  |
| 43 | Церковь Богоявления Господня                                |             | 1793.                                                   | Россия, Архангельская обл., Каргопольский р-н, д. Столетовская (Лядины)                                                                      | Россия, Архангельская обл., Каргопольский р-н, д. Столетовская (Лядины)   | | не действует |
| 44 | Церковь Николая Чудотворца                                  |             | 1744.                                                   | Россия, Архангельская область, Каргопольский район, Ухотское м/о, д. Патровская                                                              | 61.276493, 38.597878                                                      | На данный момент, после проведенного субботника 5 октября 2013 года, начата реставрация храма, которой руководит местный житель Василий Екимов. О ходе работ по восстановлению храма Николая Чудотворца можно узнать на сайте: www.uhta.umi.ru | действующая  |
| 45 | Церковь Николая Чудотворца                                  |             | Между 1865 и 1866.                                      | Архангельская область, Каргопольский район, Приозерное м/о, д. Троица (Семеновская)                                                          | 61.952284, 38.988909                                                      | | не действует |
| 46 | Церковь Рождества Христова                                  |             | Между 1791 и 1799.                                      | Архангельская область, Каргопольский район, Приозерное м/о, д. Троица (Семеновская)                                                          | 61.945657, 38.993991                                                      | | не действует |
| 47 | Церковь Троицы Живоначальной                                |             | 1744.                                                   | Архангельская область, Каргопольский район, Приозерное м/о, д. Троица (Семеновская)                                                          | 61.945364, 38.994735                                                      | | не действует |
| 48 | Церковь Иоанна Богослова                                    |             | между приблизительно 1860 и приблизительно 1865.        | Архангельская обл., Каргопольский р-н, с. Трофимовская                                                                                       | 61.78736, 39.169575                                                       | | не действует |
| 49 | Георгиевская церковь                                        |             | 1895.                                                   | Архангельская обл., Каргопольский р-н, с. Труфаново, д. Казариновская (Середка)                                                              | 61.699107, 38.171414                                                      | Церковь Св. Георгия в 2013 г. внесена в Единый Государственный реестр объектов культурного наследия народов Российской Федерации (полный Список объектов Кенозерского национального парка kenozerjelive.ru ) | не действует |
| 50 | Георгиевская церковь Устьволгского погоста                  |             | 1677.                                                   | Архангельская обл., Каргопольский р-н, м/о Усачевское, д. Усачево                                                                            | 61.718071, 39.237426                                                      | | не действует |
| 51 | Сергия Радонежского церковь                                 |             | 2011.                                                   | Архангельская обл., Каргопольский р-н, м/о Усачевское, д. Усачево                                                                            | 61.717633, 39.237146                                                      | | действующая  |

## Храмовые комплексы
| #  | Наименование                                                                                    | Изображение | Дата строительства | Современный адрес                                                                   | Координаты           | Комментарий | Статус       |
| -- | ----------------------------------------------------------------------------------------------- | ----------- | ------------------ | ----------------------------------------------------------------------------------- | -------------------- | --- | ------------ |
| 1  | Храмовый комплекс. Церкви Рождества Христова и Покрова Пресвятой Богородицы                     |             |                    | Архангельская обл., Каргопольский р-н, ур. Большая Шалга                            | 61.505186, 39.116823 | | действует    |
| 2  | Храмовый комплекс Ольгского погоста                                                             |             | 1750-1836          | Архангельская обл., Каргопольский р-н, с. Калитинка, д. Погост (Полупоповка)        | 61.393603, 38.95313  | | не действует |
| 3  | Ансамбль Соборной площади                                                                       |             | 1562-1808.         | Архангельская область, Каргополь, Соборная пл.                                      | 61.503626, 38.948741 | | не действует |
| 4  | Храмовый комплекс. Церкви Сошествия Святого Духа и Вознесения Господня                          |             | Между 1734 и 1796. | Россия, Архангельская обл., Каргопольский р-н, г. Каргополь, ул. Акулова            |                      | | не действует |
| 5  | Храмовый комплекс. Церкви Николая Чудотворца и Благовещения Пресвятой Богородицы                |             | Между 1692 и 1742. | Архангельская область, Каргополь, Благовещенская пл.                                |                      | | не действует |
| 6  | Храмовый комплекс. Церковь Михаила Архангела и колокольня церкви Рождества Пресвятой Богородицы |             |                    | Архангельская область, Каргопольский район, с. Морщихинская (Нокола)                | 61.21898, 38.877711  | | не действует |
| 7  | Храмовый комплекс Шильдского погоста                                                            |             | не ранее 1809      | Архангельская область, Каргопольский район, Ухотское м/о, д. Мостовая               | 61.012092, 38.428642 | | не действует |
| 8  | Храмовый комплекс. Церкви Троицы Живоначальной и Александра Ошевенского                         |             | Между 1800 и 1867. | 164154, Архангельская обл., Каргопольский район, с.Погост                           |                      | | действует    |
| 9  | Ансамбль Лядинского погоста                                                                     |             | Между 1761 и 1787. | Архангельская область, Каргопольский район, д. Столетовская (Лядины)                | 61.559498, 38.322591 | Покровско-Власиевская церковь и колокольня Лядинского погоста сгорели от молнии 5 мая 2013 года, в первый день Пасхи (http://lenta.ru/news/2013/05/06/church/). Ссылки на паспорта объектов культурного наследия на страницах: http://kulturnoe-nasledie.ru/monuments.php?id=2910047000 (ансамбль), http://kulturnoe-nasledie.ru/monuments.php?id=2910047001 (колокольня), http://kulturnoe-nasledie.ru/monuments.php?id=2910047002 (Богоявленская церковь), http://kulturnoe-nasledie.ru/monuments.php?id=2910047003 (Покровско-Власиевская церковь). | действует    |
| 10 | Храмовый комплекс. Церкви Рождества Христова и Троицы Живоначальной                             |             | Между 1744 и 1799. | Архангельская область, Каргопольский район, Приозерное м/о, д. Троица (Семеновская) | 61.945478, 38.994258 | | не действует |

## Монастыри
| # | Наименование                    | Изображение | Дата строительства | Современный адрес                                                                                | Координаты           | Комментарий | Статус       |
| - | ------------------------------- | ----------- | ------------------ | ------------------------------------------------------------------------------------------------ | -------------------- | --- | ------------ |
| 1 | Макариева Хергозерская пустынь  |             | 1872               | Архангельская область, Каргопольский район, урочище Макарий (полуостров на Хергозере)            | 61.8413, 38.252968   | Превосходная статья про несохранившийся Николо-Введенский храм Макарьевской Хергозерской пустыни: http://muvz.livejournal.com/5527.htmlСтатьи о Макариевской Хергозерской пустыни: Пигин А.В. Макарьевская Хергозерская пустынь. (Кенозерские чтения. Архангельск, 2004 г. – с некоторыми сокращениями) - http://www.kenozerje.17-71.com/apigin.htm Игорь Васильев. Макарьевская Хергозерская пустынь. Правда Северо-Запада, 6 июня 2007 (22) - http://www.arhpress.ru/psz/2007/6/6/14.shtml . Продолжение - Правда Северо-Запада, 13 июня 2007 (23) - http://www.arhpress.ru/psz/2007/6/13/4.shtml | не действует |
| 2 | Александро-Ошевенский монастырь |             | 1453               | 164132, Архангельская область, Каргопольский район, дер.Погост, М.О.Ошевенское                   | 61.858267, 38.7811   | В 60 верстах от Белозерска в селе Вещеозерске (на берегу Вещозера) жил богатый благочестивый крестьянин Никифор Ошевень с женой своей Фотинией. Они славились и высокой христианской жизнью, и особенно милосердием к бедным. Было у них три сына и дочери. Однажды Фотинии во время молитв в храме явилась Пресвятая Богородица с прп. Кириллом Белозерским (который был тогда еще жив) и сказала ей, что у нее родится еще сын, через которого прославится имя Господне и многие получат спасение. Когда младенец этот родился (1427), его назвали Алексием. Рос он быстро. Был он всегда весел, ко всем приветлив и по примеру родителей любил помогать бедным, но был не по летам сдержан. Он так любил учиться, что готов был не отрываться от книг ни днем ни ночью, и учитель, удивляясь его успехам, говорил: «От Бога далось ему понимание грамоты, а не от моего преподавания!» Раз он молился в храме, говоря: «Господи Иисусе Христе! Не скрой от меня заповедей Твоих, но подай разум мне, ищущему Тебя во всем!» И было ему некое Божественное видение, и он услышал глас: «Встань без боязни! Получишь то, о чем просишь!» Когда Алексий пришел домой, лицо его светилось радостью, и родители поняли, что с ним случилось что-то особенное. После этого он начал поститься, а мать его, помня бывшее ей видение, не смела ему мешать. Ежедневно, во всякую погоду, посещал он церковь, находившуюся довольно далеко, пел и читал на клиросе. Желание посвятить себя Богу разгоралось в нем все сильнее. Когда ему было 18 лет, собрался он с другими односельчанами на богомолье в Кирилло-Белозерский монастырь на престольный праздник. Родители отпустили его с грустью: они чувствовали, что он идет туда неспроста. Отойдя от родительского дома, он отстал от своих спутников и долго смотрел на него со слезами. «Боже! — молился он. — Научи меня страху Твоему! Вот я оставил дом свой имени ради Твоего. Не затвори же от меня дверей Царствия Твоего!» Потом он догнал своих спутников и весело пошел с ними, не выдавая себя. В обители богомольцев прежде всего принял игумен. Сам не зная почему, он сразу же обратил особенное внимание на Алексия. Праздник прошел радостно и торжественно. Когда все стали собираться домой, Алексий попросил одного односельчанина передать родителям письмо, в котором писал, что по примеру многих бояр и простых людей он хочет поступить в обитель ради Бога. Письмо это так опечалило его родителей, что с трудом их дети успокоили их, говоря, что Алексий не задумал ничего дурного, а только не хочет зарывать в землю дарованный ему талант. Алексий же, оставшись в обители, умолил игумена разрешить ему служить братии, а игумен, видя, что он хорошо знает Священное Писание и святоотеческие книги, поручил его дальнейшее образование одному ученому дьяку. Учитель полюбил его как родного брата, а Алексий старался исполнять все то, что он узнавал из духовных книг. На следующий год пришел в монастырь на престольный праздник отец Алексия — Никифор Ошевень. Сын на коленях, со слезами просил его простить за то, что он так огорчил его. Но Никифору так понравилось все в монастыре, что он сам предложил ему оставаться здесь еще. На праздник собралось множество народа, прошел он, как и всегда, с великой славой. Было множество исцелений, и все вернулись домой с духовной радостью. Алексий проводил отца за 5 верст от монастыря, и они простились с любовью. В душе Никифора была такая радость, точно он получил какое-то счастье от Бога, и он шел домой так весело, точно забыл свою старость. Когда он пришел домой, то, слушая его рассказы про монастырь и про Алексия, Фотиния и вся семья возблагодарили Бога и весьма утешились и повеселели. Через 6 лет после этого Никифор переселился с семьей ближе к городу Каргополю, во владения боярина Иоанна Григорьевича, собрал людей и основал там Ошевневу слободу. Узнав об отъезде родителей, Алексий принял постриг с наречением ему имени Александр и усилил свои подвиги, но особенно велики были его терпение, кротость и послушание. Все его любили. Но однажды, услышав случайно среди братии похвалы себе, он так огорчился, что стал думать о том, чтобы оставить монастырь, и стал просить игумена отпустить его посетить родных. Игумен не сразу согласился, потому что Александр был еще очень молод — ему было только 25 лет, — но потом отпустил его. Александр прогостил у родителей неделю. Когда же он стал собираться обратно в монастырь, отец стал просить его не покидать их, а поселиться в лесу на другом берегу реки, где есть удобное для обители место, и если Богу будет угодно, то устроить там монастырь. На другой же день Александр со старшим братом пошел посмотреть это место. Брат отошел в сторону рубить дрова, а Александр поставил крест, стал молиться и сам не заметил, как задремал. И во сне услышал он голос: «Александр, угодник Мой, вот Я приготовил место тебе, куда ты пришел сам без зова. Сотвори себе пребывание. Живи здесь и спаси душу твою. И будет тебе покой во веки веков, и через тебя многие спасутся» Александр очнулся, около него никого не было. Душа его была наполнена великой радостью. И он дал обет, если игумен благословит, остаться до смерти на этом месте. Тут подошел брат, и они вернулись домой. Дома отец рассказал ему, что это место не простое: там видели таинственный свет, слышали пение незримого хора и звон колоколов... По возвращении в обитель Александр был рукоположен в сан иеродиакона и продолжал, в священном сане, свое смиренное служение на хлебне и поварне. Когда же игумен услышал от него бывших ему знамениях и о данном им обете, то не стал удерживать его, только послал с ним в помощь ему опытного старца. С собой прп. Александр взял иконы Божией Матери «Одигитрия» и святителя Николая. Отец его взял на себя постройку нового монастыря; сам же преподобный отправился в Новгород, где св. архиепископ Иона (память его 5 нояб.) рукоположил его в сан иеромонаха и назначил настоятелем новой обители. Владельцы же места сего обрадовались, что в их поместье будет монастырь, и дали ему землю и лес. Церковь была сооружена во имя святителя Николая, и преподобный стал расчищать место для полей от леса. Жизнь его была так сурова, что старец, пришедший с ним, не выдержал ее и вернулся в свой монастырь, и зиму преподобный провел один. Потом стала собираться к нему братия. Преподобный ввел строгий общежительный устав и часто поучал их покаянию и памяти смертной. «Вот средство к спасению, — говорил он, — прощение, молитва от чистого сердца, смирение ко всем, любовь к Богу нелицемерная, милостыня нищим, посещение странных и заключенных в темнице». Приходили к нему миряне, прося его молитв и советов. Родственники приносили ему все необходимое для жизни. А раз в год на обительский праздник, когда в обители бывал крестный ход, приходила и его мать, и преподобный выходил к ней за святые врата, чтобы обнять ее. После кончины его родителей постигли его огорчения: во-первых, враг рода человеческого чуть не восстановил его братьев против него из-за их сыновей, его двух племянников, которых преподобный постриг. Но преподобный успокоил братьев. Затем — из-за того, что многие из учеников его, не выдержав строгого устава, заведенного им, возвращались в мир. Среди них были эти два племянника. Всю ту ночь до утра провел он в молитве, прося Господа укрепить его на борьбу с лукавым. И вдруг услышал множество голосов: «Одолел ты нас Христовой благодатию, твоим терпением!» После этого огорчения прекратились. Когда же прп. Александр тяжко заболел, явился ему прп. Кирилл Белозерский в белых ризах. «Я, — рассказывал прп. Александр, — узнал его по образу писаному, ибо в живых не видел его, и стал просить его: „Отче Кирилле, избавь меня от болезни сей!" Святой осенил меня крестом и сказал: „Не скорби больше, брат, ибо я буду молить Бога и его Пречистую Матерь, чтобы ты исцелился. Но не забудь обета твоего, как ты обещался, не оставлять места сего и начинания. Я же буду помощником тебе, всегда молясь о месте сем!"» Придя в себя, прп. Александр почувствовал себя лучше и сейчас же пошел в церковь. Когда же настал его час смертный, он призвал к себе братию и наставил ее ко спасению, заповедав, как самое главное, послушание к игумену и любовь между собою. Заботу по обители поручил своему брату Леонтию, причем предсказал ему, что он будет в ней иноком, и предсказал все, что в ней будет. С каждым братом он простился отдельно, целуя его и испрашивая себе прощения. В последний час жизни он причастился Святых Христовых Тайн и скончался, говоря: «Владыко Господи, сподоби мя стать одесную Тебя, когда сядешь во славе Твоей судить живых и воздать каждому по делом его!» Скончался он 20 апреля 1479 г., во вторник Фоминой недели, 52 лет от роду. Был он среднего роста, имел небольшую бороду и русые волосы с проседью. У него было кроткое лицо и добрый взгляд. От святых мощей его стали сейчас же истекать обильные и дивные чудеса. Так, например, исцелился немой, которому разбойники вырезали язык. А с обителью его случилось все так, как он предсказывал: сильные люди стали обижать бедную и беззащитную сельскую обитель, у которой не было покровителей на земле, — они унесли ее книги и совершенно ее разорили. Тогда сельчане решили, что игуменом ее должен стать не чужой ей инок, а человек им всем известный и которому обитель была бы так же дорога, как и всем им. И выбор их пал на юного дьяка Матфея, сына их приходского священника. Матфей испугался и стал отговариваться своей молодостью. Тогда Леонтий, уже глубокий старец, бывший тогда старостой, вспомнил предсказание прп. Александра и сказал Матфею, что он пострижется, будет ему во всем помощником и они вместе спасут обитель. Матфей, услышав это, уступил и принял постриг с наречением имени Максим. Архиепископ Новгородский тоже не смутился его молодостью, рукоположил его и поставил игуменом. Игумен Максим правил обителью 40 лет и служил примером своей жизнью, трудолюбием и смирением как братии, так и всему селу. Житие прп. Александра погибло во время пожара. Но так как был жив еще брат его Леонтий и некоторые старики, помнившие его, то братия поручила одному иеромонаху по их рассказам восстановить его. Но когда он его писал, прп. Александр явился ему во сне, упрекнул его за то, что он берется за дело, которое превышает его разум, и ударил его хворостиной. Старец проснулся в лихорадке. Но через несколько дней преподобный опять ему явился, милостиво на него взглянул и исцелил его. Тогда братия поручила иеромонаху Феодосию написать вторично житие его. Ошевенская обитель имела громадное значение для местного края и воспитала шесть обителей. Из нее вышел прп. Пахомий Кенский (память его в субботу по Богоявлении), воспитавший прп. Антония Сийского (память его 7 дек.); прп. Кирилл, основатель Сырьинской обители, и другие подвижники, основавшие свои давно уже не существующие обители. С прп. Александром в нравственной связи находилась обитель св. Дамиана (в схиме Диодора) Юрьегорского (память его 27 нояб.). Когда в этой обители был голод, прп. Дамиану предстал светлый муж и сказал: «Не скорби, Дамиане, и укрепляй братию. В последнее время прославится имя Божие. А ныне вели ловить рыбу, тем пропитает вас Бог». Себя же он назвал: «Постриженник Кириллова монастыря, игумен Ошевенского. Имя же мое Александр». Улов рыбы был чудесный. До конца своего существования (1764) Юрьегорская обитель чтила своего небесного помощника. И до конца существования Ошевенского монастыря не оскудевали благодатные исцеления от святых мощей его первоначальника.В статье Екатерины сказано, что на территории монастыря большевиками разрушена деревянная церковь. Церковь Покрова Пресвятой Богородицы находилась в центральной части территории монастыря. В ней располагалась школьная столовая. После ухода школы из монастыря она сохранялась примерно до 1990 года. Обрушилась, и ее руины были убраны жителями Ошевенска. Был расчищен фундамент, установлен Крест. Патрекеева Елена | действует    |
| 3 | Кирилло-Челмогорская пустынь    |             | 1378.              | Архангельская обл., Каргопольский р-н, б. выселок Челма у впадения р. Челма в Монастырское озеро | 61.664756, 38.190333 | | не действует |
|   |                                 |             |                    |                                                                                                  |                      | |              |